# Ricardo Jorge Navarro
Ricardo Jorge Navarro (Buenos Aires, Argentina, 20 de junio de 1934) es un exfutbolista argentino. Su posición era arquero, estuvo activo en las décadas de los años 50 y 60 principalmente en el fútbol internacional en las ligas de Uruguay, Perú y Colombia en donde nacieron sus hijos también futbolistas.

## Legado deportivo
Ricardo es cuñado del exfutbolista uruguayo Raúl "Pastor" Montoya.
Ricardo es el padre del exfutbolista peruano Edgar Robert Navarro Montoya (fallecido en 1990) y del colombiano Carlos Navarro Montoya; además es abuelo del jugador español Ezequiel Navarro Montoya.

## Clubes
| Club                   | País      | Año        |
| ---------------------- | --------- | ---------- |
| Huracan                | Argentina | 1957- 1959 |
| Ciclista Lima          | Perú      | 1960       |
| Once Caldas            | Colombia  | 1961       |
| Atlético Nacional      | Colombia  | 1962       |
| Defensor Sporting      | Uruguay   | 1963       |
| Rampla Juniors         | Uruguay   | 1964       |
| Argentinos Juniors     | Argentina | 1965       |
| Defensor Arica         | Perú      | 1966       |
| Independiente Medellín | Colombia  | 1967       |

sacachispas fc ( 2 semanas )